# Liste des Premiers ministres d'Ouzbékistan
Ce tableau liste les Premiers ministres successifs de la République d’Ouzbékistan avant et après la déclaration de l'indépendance de l'URSS le 31 août 1991.
| Nom                 | À partir du       | Jusqu'au         | Note                                               |
| ------------------- | ----------------- | ---------------- | -------------------------------------------------- |
| Islam Karimov       | 1er novembre 1990 | 13 janvier 1992  | Également président de la République (1991-2016)   |
| Abdulxashim Mutalov | 13 janvier 1992   | 21 décembre 1995 |                                                    |
| O‘tkir Sultonov     | 21 décembre 1995  | 12 décembre 2003 |                                                    |
| Shavkat Mirziyoyev  | 12 décembre 2003  | 14 décembre 2016 | Également président de la République (depuis 2016) |
| Abdulla Oripov      | 14 décembre 2016  | en fonction      |                                                    |